# Lexi Thompson
Alexis "Lexi" Thompson (Coral Springs, 10 februari 1995) is een Amerikaanse golfprofessional. Ze debuteerde in 2010 op de LPGA Tour.

## Loopbaan
In 2007 zette Thomspon een record neer als de jongste deelneemster aan het US Women's Open. Ze was toen twaalf jaar oud. Echter, dit record werd in 2014 verbroken door de Amerikaanse Lucy Li. In 2008 won ze het US Girls' Junior en kwalificeerde zich opnieuw voor het US Women's Open. In de eerste maanden van 2010 was ze nog een amateur totdat ze op 16 juni 2010 zichzelf golfprofessional verklaarde. Op de ShopRite LPGA Classic maakte ze haar debuut op LPGA Tour als prof.
Op 18 september 2011 behaalde Thompson haar eerste LPGA-zege door de Navistar LPGA Classic te winnen. Op 6 april 2014 won ze met het Kraft Nabisco Championship haar eerste major.
In december 2011 werd ze uitgenodigd voor de Dubai Ladies Masters. Ze won het toernooi en behaalde zo haar eerste zege op de Ladies European Tour.

## Prestaties

### Amateur
- 2008: US Girls' Junior

### Professional
LPGA Tour
| Nr. | Datum             | Toernooi                   | Score           | Score | Info            |
| --- | ----------------- | -------------------------- | --------------- | ----- | --------------- |
| 1   | 18 september 2011 | Navistar LPGA Classic      | 66-68-67-70=271 | –17   | Eerste profzege |
| 2   | 13 oktober 2013   | Sime Darby LPGA Malaysia   | 67-63-66-69=265 | –19   |                 |
| 3   | 17 november 2013  | Lorena Ochoa Invitational  | 72-64-67-69=272 | –16   |                 |
| 4   | 6 april 2014      | Kraft Nabisco Championship | 73-64-69-68=274 | –14   |                 |

Ladies European Tour
| Nr. | Datum            | Toernooi             | Score           | Score | Info |
| --- | ---------------- | -------------------- | --------------- | ----- | ---- |
| 1   | 17 december 2011 | Dubai Ladies Masters | 70-66-70-67=273 | –15   |      |

Overige
- 2011: TPC February Shootout (Fuzion Minor League Golf Tour)

| major |

## Teamcompetities
Amateur
- Junior Solheim Cup ( USA): 2009 (winnaars)
- Curtis Cup ( USA): 2010 (winnaars)

Professional
- Solheim Cup ( USA): 2013
- International Crown ( USA): 2014